# Vuelta a Boyacá
La Vuelta a Boyacá (oficialmente: Vuelta a Boyacá - Gobernación de Boyacá) es una competencia ciclística por etapas colombiana de categoría nacional que recorre el departamento de Boyacá y es organizada por la Liga de Ciclismo de ese departamento.
La carrera tiene una duración menor a una semana y es considerada como la cuarta prueba más importante del calendario ciclista colombiano luego del Tour Colombia, la Vuelta a Colombia y el Clásico RCN, tomando en cuenta que es este departamento la cantera inagotable de ciclistas colombianos, que se han destacado y que destacan en el circuito nacional e internacional como Rafael Antonio Niño, Fabio Parra, Oliverio Rincón, Mauricio Soler y Nairo Quintana, entre otros.
La primera edición se corrió en 1976 bajo la denominación de "Clásica de Boyacá", denominación que por disposición de la Federación Colombiana de Ciclismo cambió en 1996 al de "Vuelta a Boyacá".
El primer ganador fue el boyacense Cristóbal Pérez. Los ciclistas con más ediciones ganadas son Julio Alberto Rubiano, Álvaro Sierra, Israel Ochoa y Óscar Javier Rivera, con tres victorias cada uno.
A partir del año 2014 se corre de manera paralela a cada edición, la Vuelta a Boyacá Femenina con un recorrido menor siendo la primera ganadora la boyacense Ana Milena Fagua. La ciclista con más ediciones ganadas es Ana Cristina Sanabria, con cuatro victorias.

## Palmarés

### Masculino
| Año  | Ganador               | Segundo                 | Tercero                  |           |
| ---- | --------------------- | ----------------------- | ------------------------ | --------- |
| 1976 | Cristóbal Pérez       | Luis Gutiérrez          | Efraín Pulido            |           |
| 1977 | Manuel Ignacio León   | Plinio Casas            | Julio Alberto Rubiano    |           |
| 1978 | Julio Alberto Rubiano | Luis Carlos Manrique    | Manuel Ignacio Gutiérrez |           |
| 1979 | No disputada          | No disputada            | No disputada             |           |
| 1980 | Julio Alberto Rubiano | José Patrocinio Jiménez | Fabio Navarro            |           |
| 1981 | Julio Alberto Rubiano | Fabio Parra             | Edgar Corredor           |           |
| 1982 | No disputada          | No disputada            | No disputada             |           |
| 1983 | Segundo Chaparro      | Rafael Tolosa           | Fabio Casas              |           |
| 1984 | No disputada          | No disputada            | No disputada             |           |
| 1985 | Omar Hernández        | José Patrocinio Jiménez | Edgar Corredor           |           |
| 1986 | Fabio Parra           | Heriberto Urán          | Gustavo Wilches          |           |
| 1987 | Pablo Wilches         | Reynel Montoya          | Fabio Parra              |           |
| 1988 | Néstor Mora           | Pablo Wilches           | Fabio Parra              |           |
| 1989 | Luis Alberto González | Néstor Mora             |                          |           |
| 1990 | Pacho Rodríguez       | Heriberto Urán          |                          |           |
| 1991 | Néstor Mora           | Ángel Yesid Camargo     | Federico Muñoz           |           |
| 1992 | Juan Carlos Rosero    | Luis Alberto González   | Hernán Buenahora         |           |
| 1993 | Raúl Montaña          | Álvaro Sierra           | Libardo Niño             |           |
| 1994 | Juan Diego Ramírez    | Javier de Jesús Zapata  |                          |           |
| 1995 | Félix Cárdenas        | Alberto Camargo         |                          |           |
| 1996 | Julio César Rangel    | Juan Diego Ramírez      | Ángel Yesid Camargo      |           |
| 1997 | Israel Ochoa          | Jair Bernal             | Álvaro Sierra            |           |
| 1998 | Álvaro Sierra         | Ángel Yesid Camargo     | Israel Ochoa             |           |
| 1999 | Álvaro Sierra         | Israel Ochoa            | Félix Cárdenas           |           |
| 2000 | Libardo Niño          | Álvaro Sierra           | Raúl Montaña             |           |
| 2001 | Álvaro Sierra         | Ángel Yesid Camargo     | Libardo Niño             |           |
| 2002 | Libardo Niño          | Álvaro Sierra           | Daniel Rincón            |           |
| 2003 | Israel Ochoa          | Félix Cárdenas          | Javier de Jesús Zapata   |           |
| 2004 | Víctor Niño           | Ismael Sarmiento        | Hernán Dario Bonilla     |           |
| 2005 | Ismael Sarmiento      | Graciano Fonseca        | Israel Ochoa             |           |
| 2006 | Israel Ochoa          | Santiago Ojeda          | Giovanni Báez            |           |
| 2007 | Iván Casas            | José Castelblanco       | Uberlino Mesa            |           |
| 2008 | Fernando Camargo      | Víctor Niño             | Uberlino Mesa            |           |
| 2009 | Freddy Montaña        | Javier Alberto González | Iván Parra               |           |
| 2010 | Iván Casas            | Mauricio Neiza          | Álvaro Yamid Gómez       |           |
| 2011 | Víctor Niño           | Iván Parra              | Fernando Camargo         |           |
| 2012 | Óscar Sevilla         | Alex Cano               | Luis Largo               |           |
| 2013 | Jahir Pérez           | Freddy Montaña          | Camilo Gómez             |           |
| 2014 | Óscar Javier Rivera   | Fernando Camargo        | Miguel Ángel López       |           |
| 2015 | Javier Gómez          | Robinson Chalapud       | Omar Mendoza             |           |
| 2016 | Óscar Javier Rivera   | Alexis Camacho          | Miguel Ángel López       |           |
| 2017 | Óscar Javier Rivera   | Rodrigo Contreras       | Freddy Montaña           |           |
| 2018 | Germán Chaves         | Diego Ochoa             | Óscar Javier Rivera      |           |
| 2019 | Diego Camargo         | Brandon Rivera          | Marco Tulio Suesca       |           |
| 2020 | cancelada             | cancelada               | cancelada                | cancelada |
| 2021 | Jeisson Casallas      | Wilson Peña             | Rubén Acosta             |           |
| 2022 | Rodrigo Contreras     | Marco Tulio Suesca      | Germán Chaves            |           |
| 2023 | Rodrigo Contreras     | Daniel Méndez           | Marco Tulio Suesca       |           |
| 2024 | Adrián Bustamante     | Edgar Pinzón            | Juan Carlos Lopez Moreno |           |

### Femenino
| Año  | Ganadora              | Segunda               | Tercera               |           |
| ---- | --------------------- | --------------------- | --------------------- | --------- |
| 2014 | Ana Milena Fagua      | Lorena Colmenares     | Jessenia Meneses      |           |
| 2015 | Lorena Colmenares     | Ana Cristina Sanabria | Ana Milena Fagua      |           |
| 2016 | Ana Cristina Sanabria | Lorena Colmenares     | Liliana Moreno        |           |
| 2017 | Liliana Moreno        | Lorena Colmenares     | Jessica Parra         |           |
| 2018 | Ana Cristina Sanabria | Jennifer Ducuara      | Serika Gulumá         |           |
| 2019 | Ana Cristina Sanabria | Serika Gulumá         | Jennifer Ducuara      |           |
| 2020 | cancelada             | cancelada             | cancelada             | cancelada |
| 2021 | Camila Valbuena       | Ana Cristina Sanabria | Ana Milena Fagua      |           |
| 2022 | Sara Juliana Moreno   | Ana Cristina Sanabria | Estefanía Herrera     |           |
| 2023 | Ana Cristina Sanabria | Sara Juliana Moreno   | Estefanía Herrera     |           |
| 2024 | Ana Cristina Sanabria | Laura Daniela Rojas   | Paula Andrea Carrasco |           |

## Estadísticas
Los ciclistas que aparecen en negrita siguen activos.
| Ciclista              | Victorias | Años             |
| --------------------- | --------- | ---------------- |
| Julio Alberto Rubiano | 3         | 1978, 1980, 1981 |
| Álvaro Sierra         | 3         | 1998, 1999, 2001 |
| Israel Ochoa          | 3         | 1997, 2003, 2006 |
| Óscar Javier Rivera   | 3         | 2014, 2016, 2017 |
| Néstor Mora           | 2         | 1988, 1991       |
| Libardo Niño          | 2         | 2000, 2002       |
| Iván Casas            | 2         | 2007, 2010       |
| Víctor Niño           | 2         | 2004, 2011       |
| Rodrigo Contreras     | 2         | 2022, 2023       |

| Ciclista              | Victorias | Años                         |
| --------------------- | --------- | ---------------------------- |
| Ana Cristina Sanabria | 5         | 2016, 2018, 2019, 2023, 2024 |

## Palmarés por países
| País     | Victorias |
| -------- | --------- |
| Colombia | 43        |
| Ecuador  | 1         |
| España   | 1         |

| País     | Victorias |
| -------- | --------- |
| Colombia | 10        |